# 勒曼醫院
勒曼醫院（又名勒曼療養院，英文為Lukual Mental Hospital）是科幻小说《衛斯理系列》中的一家虛構醫院，最初出現在《後備》的故事中，是集医疗、教学、科研、複製技術于一体的综合医疗机构，也是最早研發複製技術的醫院。

## 歷史
1866年10月8日，一群有通靈經驗的醫生在瑞士南部的勒曼鎮創立勒曼療養院。
1879年12月34日，勒曼醫院開始收納第一個外星人醫生。
1911年5月16日，勒曼療養院有病床60张，初步形成规模。
1928年，一名重傷的外星人降落在勒曼醫院門前，該外星人復原後帶來前所未有的技術。
1980年，一名冒險家衛斯理發現醫院藏有複製人，把事件記述在《後備》一書中。醫院因此被迫由瑞士搬到格陵蘭冰層之下。

## 現狀
目前，勒曼醫院佔地面積達135公頃，有醫教大樓（10層）、門診大樓（13層）、外科病房大樓（50層）和幹部病房大樓（15層）。醫院有在職業員工1000多人，當中只有13人為最高層（有不少人懷疑其中至少一半是外星人）。醫院學科齊全，設有57個臨床醫技科室，病床累計2000張，有完備的先進醫療儀器設備。曾為多位富豪及權貴作出複製人而令他們有「完美的捐贈器官」而不致罹患重病。
現在，勒曼醫院已搬到德國一個細小的小鎮，因為怕複製人的技術會影響到當地人，曾封鎖醫院十一個月才再次開診。
後來因為外星科技太發達，原先創立勒曼醫院的人，現在已淪為跑龍套的角色。
另外，勒曼醫院為衛斯理系列中最富有的組織，由於他們的複雜科技使不少富豪及軍政界領袖得到再生，因而使勒曼醫院得到巨大的收入。在《解開密碼》一書，衛斯理就提到地球三分一的財富都由勒曼醫院所有。

## 地理位置
格陵蘭冰層之下。

## 外部連結
- 勒曼醫院位置圖 （页面存档备份，存于）